# S/2011 J 2
S/2011 J 2 är en av Jupiters månar. Den upptäcktes år 2011 av Scott S. Sheppard. S/2011 J 2 är cirka 1 kilometer i diameter och roterar kring Jupiter på ett avstånd av cirka 23 329 710 kilometer.
S/2011 J 2 har ännu inte fått något officiellt namn.